# Written in the Stars
Written in the Stars è un brano composto ed interpretato da Elton John, in duetto con LeAnn Rimes; il testo è opera di Tim Rice.

## Il brano
Si tratta in sostanza di un pezzo di chiarissimo stampo pop (il titolo del testo di Tim Rice significa Scritto Nelle Stelle).
Proviene dall'album del 1999 Elton John and Tim Rice's Aida ed è un duetto tra Elton John e LeAnn Rimes (si trova infatti anche nell'album della Rimes I Need You). È stata composta per il musical intitolato, per l'appunto, Aida; nello spettacolo (e nel CD Elton John and Tim Rice's Aida: the Original Broadway Cast Recording), il brano è cantato da Aida (Heather Headley) e Radames (Adam Pascal), i due protagonisti, nel momento in cui lei cerca di obbligarlo a sposare Amneris.
Written in the Stars è stata pubblicata come singolo nel 1999, ed ebbe un buon successo, lanciando LeAnn Rimes sul mercato europeo. Raggiunse peraltro rispettivamente la #2 e la #1 nelle classifiche statunitense e canadese di musica Adult contemporary. Di Written in the Stars esiste anche una versione alternativa, pubblicata come B-side; in questa versione Elton e LeAnn si scambiano le strofe.

## I singoli
Singolo in CD (UK, promo)
1. "Written in the Stars" - 4:18

Singolo in CD (UK, promo)
1. "Written in the Stars" - 4:16

Singolo in CD (UK, promo)
1. "Written in the Stars" - 4:18

Singolo in CD (UK)
1. "Written in the Stars" - 4:19
2. "Aida Album Sampler" (various) - 2:30
3. "Your Song" (live) - 4:11

Singolo in CD (UK)
1. "Written in the Stars" - 4:19
2. "Written in the Stars" (Alternate Version) - 4:22
3. "Recover Your Soul" (live) - 4:42

Singolo in CD (USA, promo)
1. "Written in the Stars" - 4:17

Singolo in CD (USA, promo)
1. "Written in the Stars" - 4:17
2. "Easy as Life" (Tina Turner) - 5:12
3. "My Strongest Suit" (Spice Girls) - 4:12
4. "Amneris' Letter" (Shania Twain) - 1:45
5. "I Know The Truth" (Janet Jackson) - 5:35
6. "Not Me" (Boyz II Men) - 4:50
7. "Another Pyramid" (Sting) - 3:47

Singolo in CD (USA, promo)
1. "Written in the Stars" (Victor Calderone Radio Mix) - 4:19
2. "Written in the Stars" (Victor Calderone Club Mix) - 7:06

Singolo in CD (USA)
1. "Written in the Stars" - 4:18
2. "Written in the Stars" (Alternate Version) - 4:22
3. "Aida Album Sampler" (various) - 2:27

## Classifiche
| Classifica (1999)                            | Posizione più alta |
| -------------------------------------------- | ------------------ |
| U.S. Billboard Hot Adult Contemporary Tracks | 2                  |
| U.S. Billboard Hot 100                       | 29                 |
| Canadian RPM Adult Contemporary              | 1                  |
| Canadian RPM Top Singles                     | 23                 |
| Canadian RPM Country Tracks                  | 74                 |